# Malskär, Sastmola
Malskär (finska: Malskäri) med Grytskär, Sälggrund som tillsammans på finska kallas Iso-Nyijy och Snickarsgrund är en ö i Finland. Den ligger i Bottenhavet och i kommunen Sastmola i den ekonomiska regionen  Björneborgs ekonomiska region i landskapet Satakunta, i den västra delen av landet. Ön ligger omkring 54 kilometer norr om Björneborg och omkring 270 kilometer nordväst om Helsingfors.
Öns area är 36,7 hektar och dess största längd är 1,1 kilometer i nord-sydlig riktning.

## Delöar och uddar
- Malskär 61°55′42″N 21°20′58″Ö / 61.9282°N 21.34948°Ö
- Iso-Nyijy 61°55′24″N 21°21′27″Ö / 61.92344°N 21.35753°Ö
- Snickarsgrund 61°55′45″N 21°21′24″Ö / 61.92912°N 21.3568°Ö